# Antenne Yagi

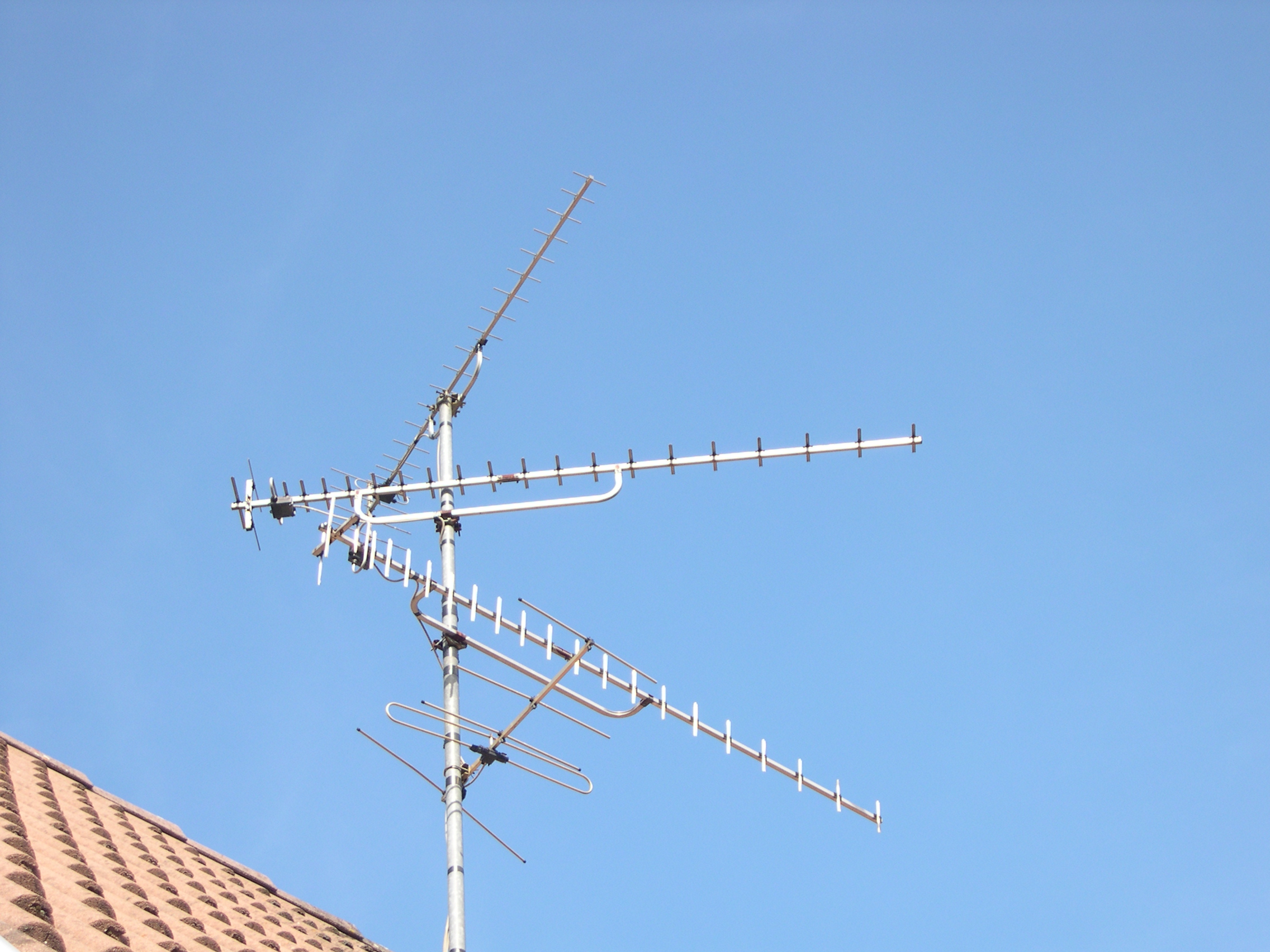
Antennes Yagi

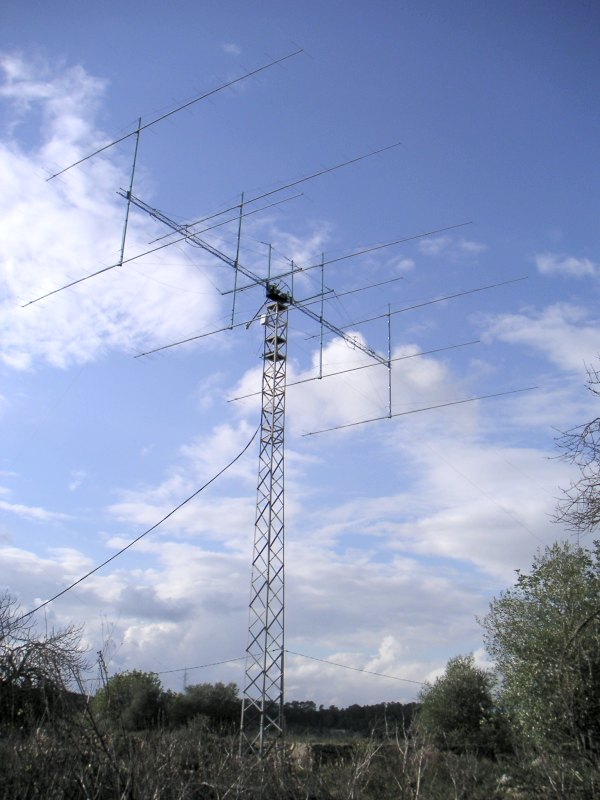
Groupe de 8 antennes Yagi pour la bande 144 MHz EME

 (novembre 2024).
Pour les articles homonymes, voir Yagi.
L'antenne Yagi ou antenne Yagi-Uda (du nom de ses inventeurs, Hidetsugu Yagi et Shintaro Uda) est une antenne à éléments parasites utilisable des HF aux UHF. Mécaniquement simple à réaliser, elle est très utilisée en télévision terrestre, en liaisons point à point et par les radioamateurs. Elle fut inventée peu après la Première Guerre mondiale et utilisée pour les premiers radars.
Elle est souvent appelée antenne râteau car les anciens modèles ressemblaient à un râteau.

## Principe de fonctionnement
Une antenne Yagi peut être assimilée à une antenne réseau dont les éléments seraient alimentés par induction mutuelle. Si les espacements et longueurs des brins sont optimaux, le diagramme de rayonnement et le gain électronique est celui d'un réseau.
Une autre image simplifiée est celle d'une focalisation : l'ensemble des éléments parasites se comporte comme une lentille diélectrique.
On peut démontrer que les propriétés (impédance, gain d'antenne, etc.) d'une antenne quelconque sont les mêmes en transmission qu'en réception. Comme il est plus facile de comprendre le fonctionnement d'une antenne Yagi-Uda en transmission qu'en réception, nous commencerons par l'antenne en transmission. 

### Fonctionnement en émission
Une antenne Yagi-Uda est formée d'un élément alimenté : en général un simple dipôle ou un "trombone", et d'un ou plusieurs éléments isolés, non alimentés comme de simples baguettes métalliques. Ces derniers sont injustement nommés "éléments parasites". Le courant électrique qui circule dans l'élément alimenté produit par rayonnement un champ électromagnétique, celui-ci induit des courants dans les autres éléments. Le courant induit dans les éléments parasites produit à son tour d'autres champs qui induisent du courant dans les autres éléments y compris sur l'élément alimenté. Finalement le courant qui circule dans chaque élément est le résultat de l'interaction entre tous les éléments. Il dépend des positions et dimensions de chaque élément. Le champ électromagnétique rayonné par l'antenne dans une direction donnée est la somme des champs rayonnés par chacun des éléments. Cette somme n'est pas triviale : chaque élément présente une amplitude et une phase du courant différentes. De plus, la distance à chaque élément dépend de la direction du point de mesure du champ, donc la phase des différents champs vus au point de mesure dépendent de la direction. La somme des champs sera donc elle aussi directionnelle.

### Yagi élémentaire à deux éléments
Prenons l'exemple le plus simple : un élément alimenté, un élément parasite ou directeur. Nous prenons comme repère de phase le courant dans l'élément alimenté. La phase du courant qui circule sur l'élément parasite dépend de la distance entre les deux éléments, de la longueur et de la grosseur de l'élément parasite. L'amplitude du courant aussi dépend de la position et de la longueur, mais elle est en général comparable au courant dans l'élément alimenté.
Connaissant la longueur d'onde {\displaystyle \scriptstyle {\lambda }}, on place l'élément parasite à {\displaystyle \scriptstyle {\lambda  \over 10}} de l'élément alimenté. On ajuste sa longueur pour que le courant ait un retard de phase de {\displaystyle \scriptstyle {180-{360 \over 10}\,=\,144^{\circ }}}. Dans ce cas, le calcul montre que le courant dans l'élément parasite est 1,19 fois plus grand que celui qui circule dans l'élément alimenté. Le champ rayonné vers l'arrière est la somme des champs produits par les deux éléments. Celui du parasite a été émis avec un retard de 144° et  doit parcourir une distance supplémentaire de {\displaystyle \scriptstyle {\lambda  \over 10}} qui le retardera de 36°. Ce qui fait que vers l'arrière les deux champs seront en opposition de phase et leur addition sera minimale. Par contre vers l'avant, le champ émis par l'élément parasite gagnera 36° et son retard ne sera que de {\displaystyle \scriptstyle {144-36=108^{\circ }}}. L'addition des deux champs sera constructive. 
Dans cet exemple précis, l'amplitude E du champ électrique rayonné dans une direction {\displaystyle \scriptstyle {\theta }} est donnée par la formule :
{\displaystyle \scriptstyle {E_{1}{\sqrt {2{,}42+2{,}38\cos \left({2\pi  \over 10}\cos \theta -{8\pi  \over 10}\right)}}}}
Où {\displaystyle \scriptstyle {E_{1}}} est le champ produit par l'élément alimenté seul.
Le gain est de 8,96 dBi.

### Antenne yagi à multiples éléments
Le type d'élément parasite placé vers l'avant de l'antenne et qui renforce le champ vers l'avant s'appelle un « directeur ». Les éléments situés à l'arrière mais qui renforcent le champ vers l'avant s'appellent des « réflecteurs ». Mais il ne faut pas les confondre avec des surfaces ou des grillages réflecteurs utilisés dans d'autres types d'antennes.
On a en général un seul réflecteur et plusieurs directeurs. Leurs positions et longueurs sont calculés de sorte que les phases des courants résultants soient telles que l'addition des champs soit minimale vers l'arrière et maximale vers l'avant.
Électriquement, le prix à payer pour cette directivité est une diminution de la partie résistive de l'impédance de l'antenne. Pour un même courant d'alimentation, le champ rayonné est plus faible. On le compense en remplaçant le dipôle simple alimenté par un dipôle replié dit « trombone ».
Mécaniquement, les éléments de l'antenne sont fixés par une tige appelée "boom" (comme une bôme en français).
L'antenne Yagi-Uda a été optimisée par le radioamateur Rainer Bertelsmeier (indicatif DJ9BV) sous le principe de la "long Yagi DJ9BV" . À une longueur de boom équivalente, elle comporte moins d'éléments qu'une antenne Yagi-Uda classique. L'antenne DJ9BV a des performances améliorées, notamment sur le gain.

### Fonctionnement en réception
Pour l'antenne en réception, la phase et l'amplitude des courants induits dans les éléments est telle que le courant induit dans l'élément alimenté (cette fois l'élément relié au récepteur), est minimale pour les ondes venant de l'arrière et maximale pour les ondes venant de l'avant.

## Antenne Yagi multibande

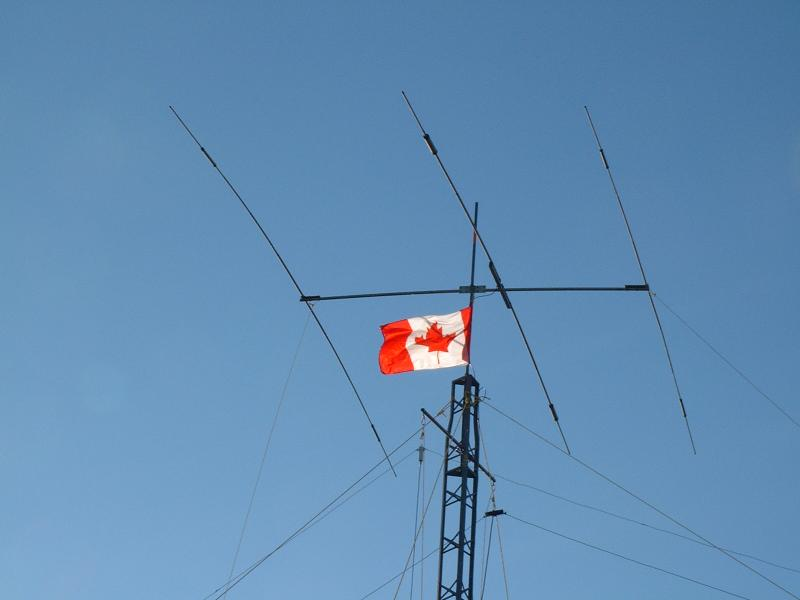
Antenne Yagi HF tribande

Une antenne Yagi fonctionnant sur plusieurs bandes de fréquence peut être réalisée, par exemple comme antenne de réception VHF et UHF pour la télévision terrestre, ou pour plusieurs bandes radioamateur. Des éléments de longueur adaptés aux bandes à utiliser sont montés autour d'un élément radiateur commun, ou  les éléments sont rendus multibande par des circuits accordés série (ou traps).
Un exemple courant est l'antenne Yagi tribande des radioamateurs, avec trois ou quatre éléments pour 14 MHz 21 MHz et 28 MHz.

## Modélisation

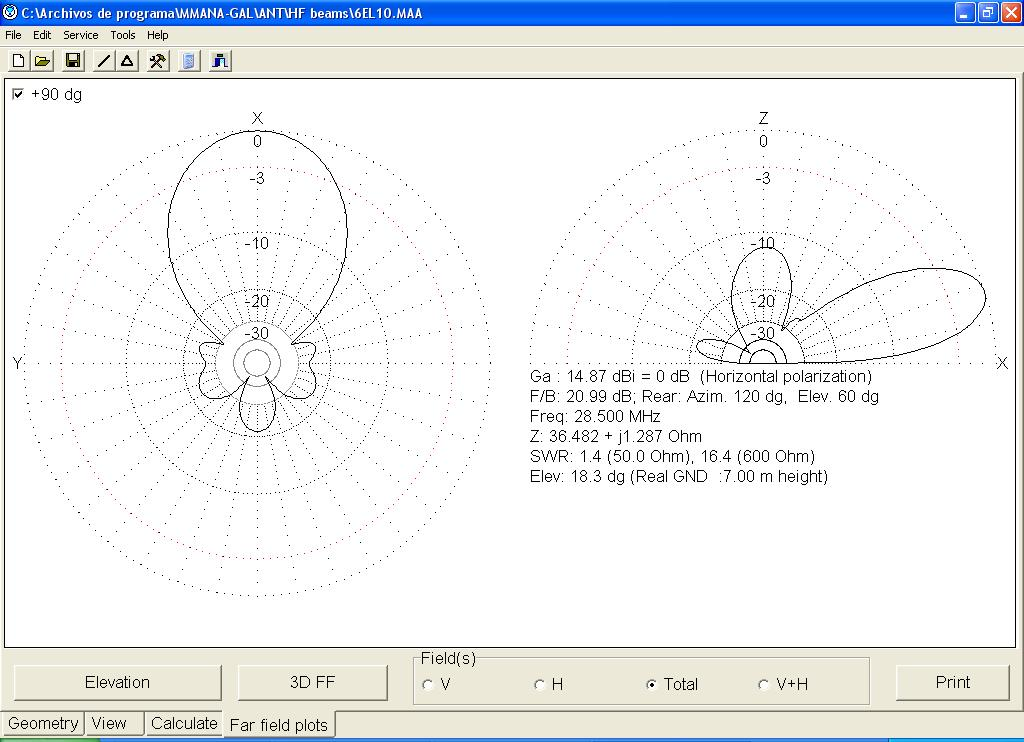

La détermination des espacements et longueurs de brins d'une antenne Yagi à plusieurs éléments peut s'effectuer avec des logiciels spécialisés, éventuellement libres comme MMANA. L'exemple ci-contre montre la modélisation d'une antenne à 28 MHz, en plan horizontal et transversal, y compris l'effet du sol.